# Interdikt
Interdíkt je pravni ali cerkvenopravni ukrep, ki prepoveduje opravljanje določenih dejavnosti. 
Izraz se uporablja zlasti v naslednjih primerih:
- V običajnem pravu: sodna prepoved določene aktivnosti, npr. interdikt za pridobitev posesti.
- V cerkvnem pravu: prepoved opravljanja cerkvenih dejavnosti (za neko državo, občino, ipd) ali prepoved prejemanja zakramentov (za posameznika).